# Sophronica trifuscoplagiata
Sophronica trifuscoplagiata är en skalbaggsart som beskrevs av Stefan von Breuning 1954. Sophronica trifuscoplagiata ingår i släktet Sophronica och familjen långhorningar.
Artens utbredningsområde är Kenya. Inga underarter finns listade i Catalogue of Life.